# Bandanpur
Bandanpur (hindi बंदनपुर) – miasto w północnych Indiach w stanie Uttar Pradesh, na Nizinie Hindustańskiej.
Populacja miasta w 2001 roku wynosiła 2700 mieszkańców.